# 天主教基桑圖教區
天主教基桑圖教區（拉丁語：Dioecesis Kisantuensis）是剛果民主共和國一個羅馬天主教教區，屬金沙薩總教區。
教區的前身是一個宗座代牧區，成立於1931年4月1日，1959年11月30日升為教區。
教區位於該國西部下剛果省東部。2006年有教友650,000人（佔轄區總人口68.4%）、廿五個堂區、159名司鐸。現任教區主教為菲代勒·恩西埃萊萊·齊·姆普圖。